# Danny Makkelie
Danny Desmond Makkelie (* 28. ledna 1983, Willemstad) je nizozemský profesionální fotbalový rozhodčí. Kromě rozhodování pracuje jako policejní inspektor v Rotterdamu a jako trenér rozhodčích Královské nizozemské fotbalové asociace. Od roku 2011 působí jako mezinárodní rozhodčí FIFA.

## Kariéra
Jako elitní rozhodčí UEFA rozhodoval finále Mistrovství Evropy ve fotbale hráčů do 19 let 2012. Dne 18. srpna 2020 UEFA jmenovala 37letého Makkelieho rozhodčím finále Evropské ligy UEFA 2020/21 mezi Sevillou a Interem Milán. Předtím působil jako asistent rozhodčího ve finále Evropské ligy UEFA 2018/19. Rozhodoval také semifinále mezi brazilským Palmeiras a mexickým UANL na Mistrovství světa ve fotbale klubů 2020 v Kataru. Byl vybrán jako rozhodčí na EURO 2020, kde rozhodoval dva zápasy skupinové fáze, střetnutí R16 mezi Anglií a Německem a semifinále ve Wembley mezi Anglií a Dánskem.
Byl kritizován za rozhodnutí v semifinále EURO 2020 mezi Anglií a Dánskem, kdy v prodloužení nařídil Anglii penaltu za faul na Raheema Sterlinga. Makkelieho rozhodnutí podpořil předseda komise rozhodčích UEFA Roberto Rosetti, který poukázal na to, že rozhodčí VAR zápasu Makkeliemu řekl, že penalta byla „správná“.
V dubnu 2024 byl vybrán jako rozhodčí na UEFA Euro 2024.

### Video asistent rozhodčího
Makkelie byl video asistentem rozhodčího ve finále mistrovství světa klubů 2016, video asistentem rozhodčího ve finále mistrovství světa hráčů do 20 let 2017, video asistentem rozhodčího ve finále mistrovství světa 2018, video asistentem rozhodčího ve finále mistrovství světa klubů 2018, video asistentem rozhodčího ve finále Ligy mistrů UEFA 2019/20 a video asistentem rozhodčího na Mistrovství světa ve fotbale žen 2019.